# Pierre Chevalier (producteur)
Pour les articles homonymes, voir Pierre Chevalier et Chevalier.
Pierre Chevalier, né le 25 décembre 1945 à Lyon et mort le 9 mars 2019 à Riorges, est un producteur français de cinéma, de radio et de télévision.

## Biographie
Pierre Chevalier est né le 25 décembre 1945 dans la bourgeoisie lyonnaise. Après le baccalauréat, il étudie le droit, puis fugue à Saint-Tropez où il retrouve son oncle maternel, le compositeur et chef d'orchestre Pierre Boulez. Il fait alors une maîtrise de philosophie à Paris. Il devient garçon de courses chez Gallimard, puis il est employé comme baby-sitter par le philosophe Gilles Deleuze et sa femme Fanny, qui l'hébergeront pendant dix ans.  
Il rentre en 1975 au secrétariat d'État à la Culture, puis au Centre national des lettres en 1977. Puis de 1981-1983 il est chef de cabinet du directeur du Centre Georges-Pompidou. Il rejoint ensuite le Centre national de la cinématographie (CNC), dont il dirige les commissions d'aide de 1983 à 1991. De 1991 à 2003, Pierre Chevalier a été directeur de l’unité Fictions d’Arte, pour laquelle il a produit plus de trois cents téléfilms et mini séries. On lui doit notamment la collection Tous les garçons et les filles de leur âge, qui a donné naissance aux films  Les Roseaux sauvages d'André Téchiné ou L'Eau froide d'Olivier Assayas. Dans les années 2000, Pierre Chevalier a coproduit Marius et Jeannette de Robert Guédiguian, Beau Travail de Claire Denis, Les Amants réguliers de Philippe Garrel, ou encore Lady Chatterley de Pascale Ferran.
En 2003, il rejoint la villa Médicis à Rome, puis travaille pour le ministère de la Culture. Il est également producteur de l'émission de radio Sur les docks, diffusée sur France Culture. Pierre Chevalier a été président du jury du prix de l’Éducation nationale à Cannes 2005 et président du concours d'entrée à la Fémis l'année suivante. 
En janvier 2009, il retrouve Arte où il devient directeur des projets de cette chaîne culturelle.
Il décède le 9 mars 2019 à Roanne à l'âge de 73 ans.

## Production ou coproduction
- Le Péril jeune (1994)
- Les Roseaux sauvages (1994)
- Marius et Jeannette (1997)
- Ressources humaines (1999)
- Le Petit Voleur (1999)
- Premières Neiges (1999) (TV)
- Nationale 7 (2000)
- La Chambre des magiciennes (2000) (TV)
- Vert paradis (2003)
- Son frère (2003)
- Les Amants réguliers (2005)
- Lady Chatterley (2006)